# Jewhen Wreciona
Jewhen Wreciona ps. „Wolanśkyj” (ur. 1 października 1905 w Winnikach, zm. 4 lutego 1975 w Bazylei) – ukraiński działacz niepodległościowy, nacjonalista ukraiński, członek kierownictwa Ukraińskiej Organizacji Wojskowej (UWO) i Organizacji Ukraińskich Nacjonalistów (OUN), publicysta, dziennikarz.
Z wykształcenia inżynier chemik. Był jednym z organizatorów Siczy Karpackiej. Członek Prowidu OUN-B, zajmował się sprawami współpracy z zagranicą. W 1941 dowodził policją lwowską (zlikwidowaną w końcu 1941). Razem z Łebediem w 1943 prowadził rozmowy UPA z AK we Lwowie.
Był członkiem UPA i prezydium UHWR, z polecenia której przedostał się w 1944 do Szwajcarii, w celu przeprowadzenia negocjacji z aliantami. Internowany przez władze szwajcarskie, nie zrealizował celu misji.
Po wojnie na emigracji.

## Literatura
- Ryszard Torzecki, Polacy i Ukraińcy, Warszawa 1993, ISBN 83-01-11126-7.